# Evert Adolfsson
Allan Evert Emanuel Adolfsson, född 14 oktober 1927 i Oskarshamn, död på samma ort 13 februari 2005, var en svensk författare. Adolfsson utbildade sig i Kalmar och Uppsala och arbetade från och med 1955 som lärare, först på läroverk i Västervik och från 1960 som adjunkt i Oskarshamn. Adolfsson debuterade som författare 1959 med novellsamlingen Hyttebud och andra prosor och utkom under 1970- och 80-talet med romanerna Komma i hamn och Gå i land, som baseras på författarens mor och mormors liv, samt däremellan Kröka rygg, som är författad på självbiografisk grund.